# العدلية (دمياط)
قرية العدلية هي إحدى القرى التابعة لمركز دمياط في محافظة دمياط في جمهورية مصر العربية.